# Ceroplesis ferrugator
Ceroplesis ferrugator är en skalbaggsart som först beskrevs av Fabricius 1787.  Ceroplesis ferrugator ingår i släktet Ceroplesis och familjen långhorningar.
Artens utbredningsområde är:
- Lesotho.
- Moçambique.
- Swaziland.

Inga underarter finns listade i Catalogue of Life.